# 情感史
情感史是一个專門研究人类情绪历史的研究领域，特别是研究不同文化和历史时期的人們在情緒表达方面的差异。情感史方面比較知名的學者有呂西安·費夫爾和彼得·盖伊。